# Теофилос Атанасиадис
Теофилос Д. Атанасиадис (на гръцки: Θεόφιλος Δ. Αθανασιάδης) е гръцки общественик, журналист, кмет на град Драма.

## Биография
Роден е в 1889 година в малкото епирско село Драгари, което тогава е в Османската империя, днес Кастанонас, Гърция. Завършва янинското училище Зосимеа и в 1908 година се записва във Философския факултет на Атинския университет, но по финансови причини прекъсва следването си и става учител в дарнашкото село Везник, Сярско. По-късно става гимназиален учител в Правища при митрополит Герман Сакеларидис. При избухването на Балканската война в 1912 година се записва доброволец в гарибалдийския отряд на Александрос Ромас и участва в сражението при Ваксия и освобождаването на Янина.
През март 1914 година е назначен за учител в прогимназията на новоприсъединения към Гърция Драма. Когато през август 1916 година по време на Първата световна война, българската армия овладява Драма, Атанасиадис остава в града и тайно преподава на гръцките деца, останали без училища и учители. През юли 1917 г. българските власти го залавят и го заточват в България. Обикаля лагерите в Кичево, Карнобат, Шумен, Видин. Описва положението в пленническите лагери в писмо до Елевтериос Венизелос. След края на войната е освободен. Участва в създаването на комисията, която се занимава с връщането на децата от България.
През май 1923 година е назначен за кмет на Драма и остава на поста до края на 1924 г. След края на мандата му се занимава с журналистическа дейност. На 25 октомври 1926 година основава всекидневника „Тарос“ (Θάρρος). Редактира и други вестници като „Елевтерия“, „Нестос“, „Салпинга“. Отразява историята, текущите събития и културата на региона. С финансовата подкрепа на Камарата на Драма публикува месечен календар, който включва всички финансови и други дейности в Източна Македония и Тракия. В 1928 година публикува „Икономическа статистика на ном Драма за 1927 г.“ (Οικονομική στατιστική Νομού Δράμας 1927), която съдържа ценни информации за града и региона. Последват книгите му „Календар на Драма за 1930 г.“ (Το Ημερολόγιο Δράμας 1930), „Календар на Източна Македония и Тракия за 1931“ (Ημερολόγιο Ανατολικής Μακεδονίας και Θράκης 1931) и „Календар на Източна Македония и Тракия за 1932“ (Ημερολόγιο Ανατολικής Μακεδονίας και Θράκης 1932), всичките отпечатани от Теодорос Кирязопулос и Пендзикис.
След разгрома на Гърция от Германия през април 1941 година и повторната анексия на Драмско от България, Атанасиадис отново остава в града и организира гръцката съпротива. При избухването на Драмското въстание на 29 септември 1941 година е арестуван, измъчван и убит.
През май 1963 година в Драма е поставен негов бюст.